# Bomolocha obesalis
Bomolocha obesalis là một loài bướm đêm trong họ Noctuidae.